# Spící panna
Spící panna (419 m n. m., německy Kahlstein, dřívější název Lysá skála) je neovulkanický vrch v okrese Česká Lípa Libereckého kraje. Nachází se asi 1,5 kilometru severně od obce Provodín. Spící panna je nejvyšším vrcholem geomorfologickým podokrsku Provodínské kameny. Vrch je chráněn jako přírodní památka Provodínské kameny.

## Popis vrchu
Spící panna je čedičový suk. Úpatí skalnatého vrcholu narušuje několik opuštěných kamenolomů. Z vrcholu je dokonalý kruhový rozhled, jediný takový přirozeného charakteru v širém okolí.

## Název

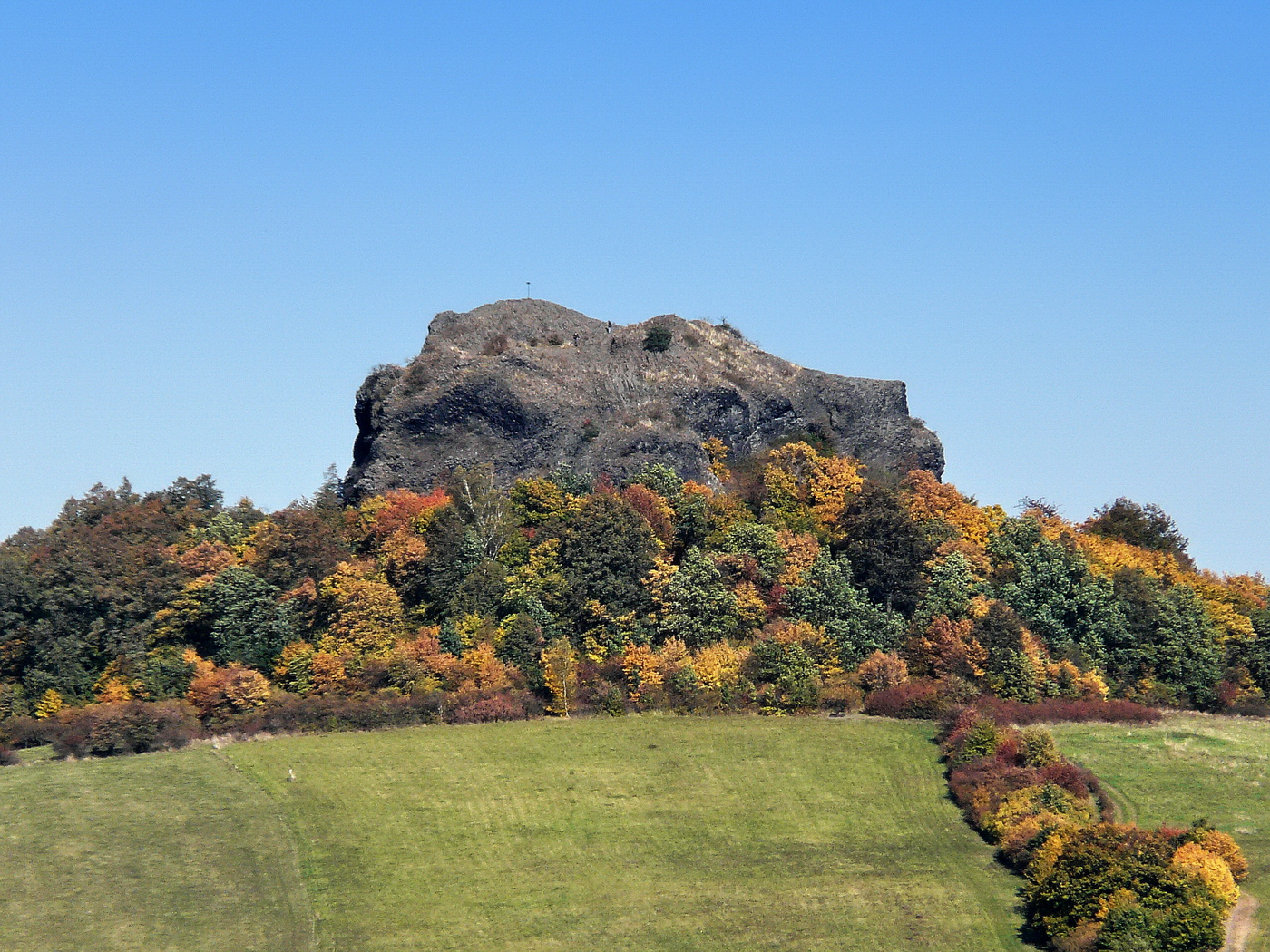
Spící panna z hradu Jestřebí

Skála skutečně výrazně připomíná, obzvláště při pohledu z větší vzdálenosti, bohatě nakadeřenou hlavu spící mladé dívky, obličejem k obloze. Záleží i na osvětlení a někdy je skutečně krásná, i zavřené pravé oko je vidět. Existuje i pověst, že zkamenělá dívka se měla vdát za ďábla.
Vrch se dříve nazýval Lysá skála; používání tohoto názvu je doloženo ještě na státní mapě z roku 2002. Vrchu se říkalo také Čertův vrch, dle pověstí zde tancovali v bouřích čerti a měli zde vchod do pekla.

## Geomorfologické členění
Vrch náleží do celku Ralská pahorkatina, do podcelku Dokeská pahorkatina, do okrsku Provodínská pahorkatina a do podokrsku Provodínské kameny, jehož je nejvyšším vrcholem.

## Přístup
Automobilem i vlakem se dá přijet do Provodína, dále pokračovat pěšky. Z Horního Provodína vede na vrch odbočka zelené turistické stezky (Hradčany–Provodín). Výstup na vrchol je v horních partiích obtížný.